# Moussa Naghiyev
Moussa Naghiyev (1848-1919) était un magnat du pétrole industriel azerbaïdjanais à la fin du XIXe siècle et au début du XXe.

## Biographie
Il est né dans une famille très pauvre près de Bakou et a commencé à travailler comme transporteur de fret (hambal), mais grâce à son esprit naturel et à ses capacités professionnelles, il a progressé pour accumuler une grande quantité de richesse. Moussa Naghiyev était l’un des plus riches industriels pétroliers de Bakou, à l’exclusion des frères Nobel. Ses avoirs valaient 300 millions de roubles. Plus tard, il a commencé à investir dans l’immobilier afin de s’assurer une source de revenu régulier et est devenu le plus important propriétaire d’immeubles locatifs à Bakou, avec plus de 200 immeubles.
En Azerbaïdjan, il était considéré comme l'un des millionnaires les plus avares et les plus serrés. Cependant, malgré toutes ces histoires, c’est Agha Moussa Naghiyev qui a construit l’un des plus beaux palais de la ville et l’a offert en cadeau à la Société de charité musulmane. Ce palais, inspiré du palais des Doges à Venise, abrite désormais le présidium de l'Académie des sciences d'Azerbaïdjan.

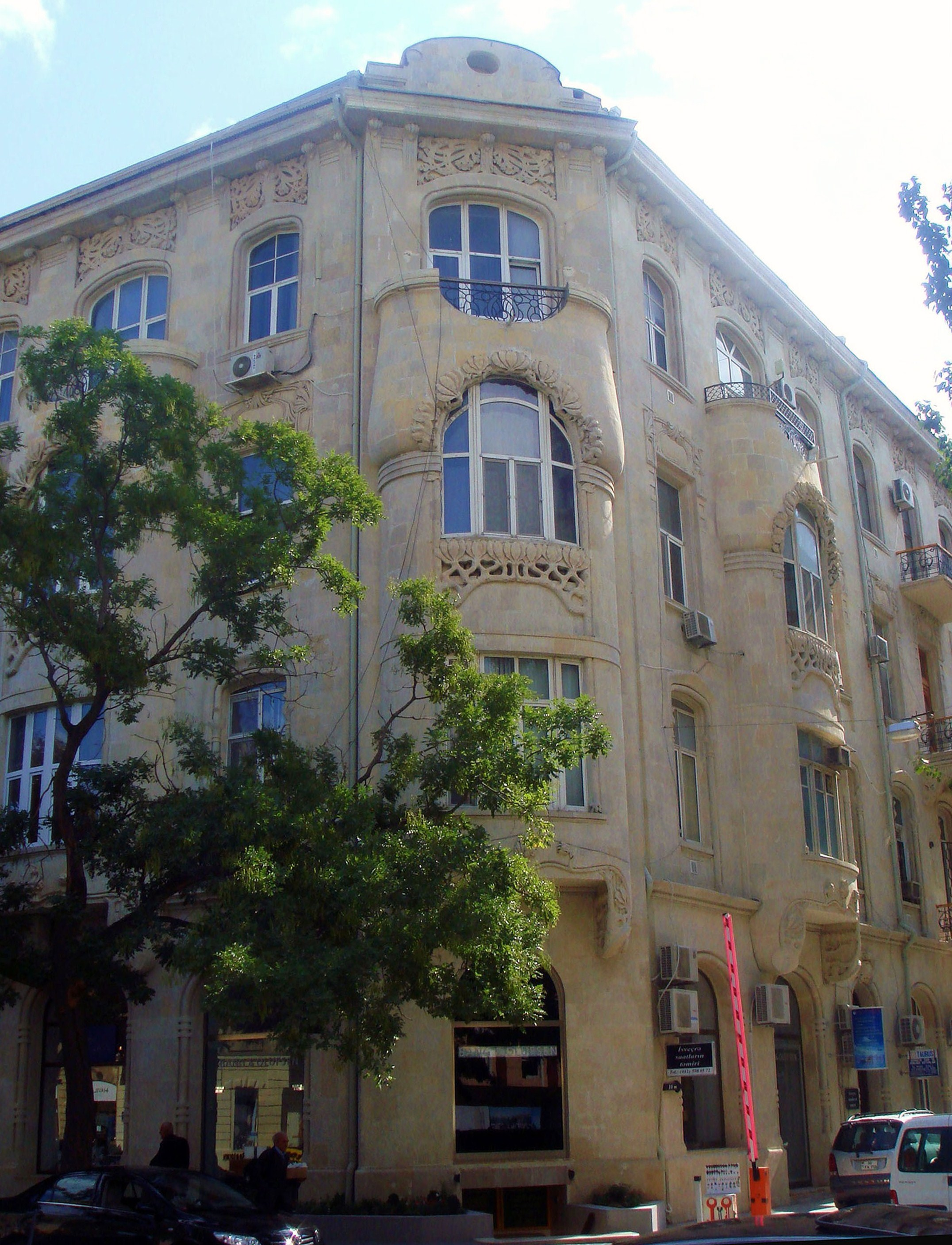
La maison dans le centre de Bakou, construite par Musa Nagiyev, dans laquelle il vivait.

Un autre cadeau de Naghiyev à la ville est le plus grand hôpital de la ville, construit en 1912 et fonctionnant encore à l'heure actuelle au ministère de la Santé. Le bâtiment est conçu sous la forme d'un "H" (cyrillique "N") pour le nom de Naghiyev.

Le propriétaire de dizaines de magnifiques bâtiments à Bakou, Agha Moussa Naghiyev, vivait lui-même dans la zone en dehors d'Itchericheher appelée Bayir Cheher, dans le bâtiment de deux étages situé derrière la mosquée Gassim-bey, à la croisée de Spasski (actuel Zargarpalan) et de Gymnase (Léon Tolstoï).

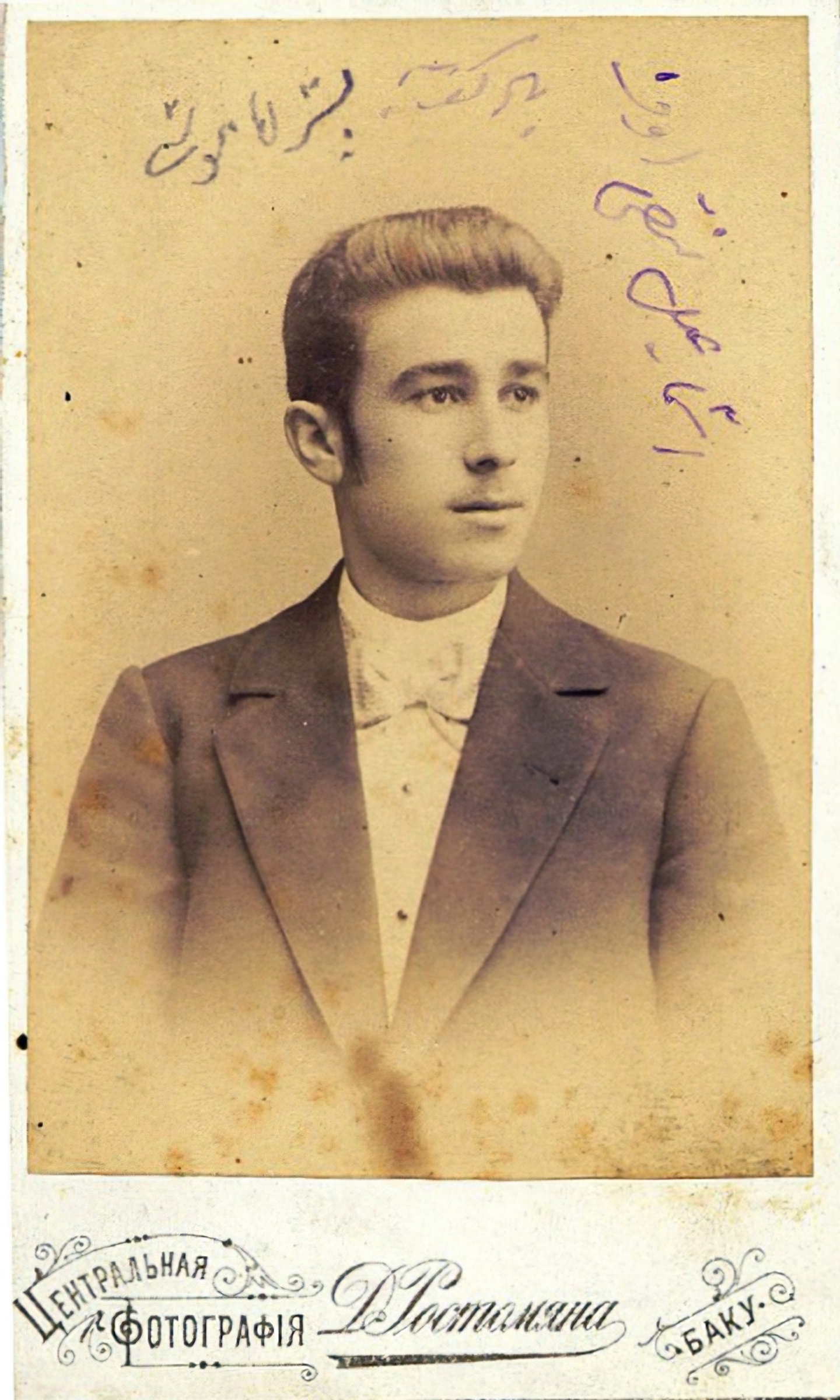
Fils de Musa Nagiyev, Ismail Naghiyev

Les éléments architecturaux des horloges en pierre conçues au sommet et une lanterne en pierre au bord de ce magnifique bâtiment construit en 1887 en ont fait une apparence distinctive. La lanterne en pierre a été décorée avec des morceaux de verre rouge, vert, bleu, turquoise pour créer un effet d'éclairage coloré pendant les soirées. Chaque soir, des enfants se rassemblaient autour du bâtiment pour admirer cette vue étonnamment impressionnante de l'éclairage public. Une lampe colorée de la lanterne de pierre de Bakou à la fin du siècle créait une attraction étonnante et spectaculaire.
Naghiyev était le principal sponsor et administrateur de l’un des plus grands collèges techniques, le "Real College", qui abrite à présent l’Université économique d’État d’Azerbaïdjan. 
Il mourut d'une crise cardiaque le 4 mars 1919.

## Famille

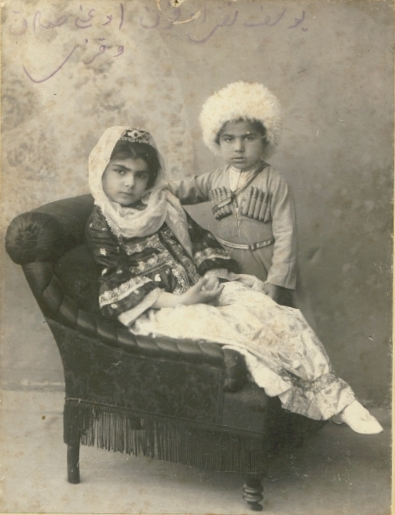
Fils et fille de Youssif, frère de Moussa Nagiyev

En 1872, n'étant pas un magnat du pétrole, Moussa Nagiyev épousa Ruguiya Seyidguizi. La famille de la mariée était beaucoup plus riche et plus remarquable que celle des Nagiyev. Ils ont eu un fils, Ismail, et une fille, Ummulban. 
Plus tard, lors d'une des réceptions, Moussa Nagiyev a rencontré Elizaveta Grigorievna. Elizaveta, une femme juive géorgienne, lui a fait forte impression: ils ont des relations très proches qui durent plus d'un an. Moussa Naghiyev a toujours accompagné Elizaveta aux soirées. Ruguiya Khanim était au courant de leur relation et peu à peu, mari et femme se sont séparés. En 1900, Ummulbanu se maria mais mourut bientôt en couches. Et en 1902, à Florence, Ismail, fils unique de Nagiyev, mourut de tuberculose. Après cela, Ruguiya n’a plus habité avec son mari. Elle a déménagé dans une autre maison du passage des fleurs.

## Faits intéressants

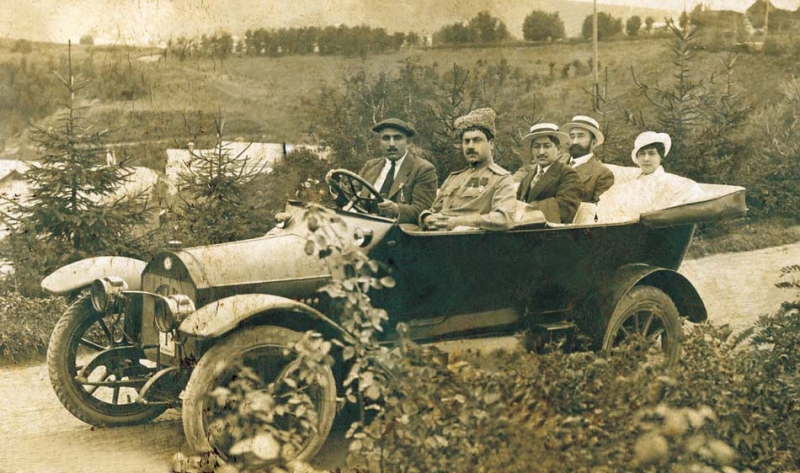
La voiture de Moussa Naghiyev. Naghiyev lui-même est assis à l'arrière

- Une fois, lors de l'une des soirées caritatives, Moussa Naghiyev a été encouragé par l'organisateur de l'événement par une petite quantité de dons et son fils, Ismail Bey, a contribué plus de dix fois. Ce à quoi Moussa Naghiyev a répliqué: « Qu'est-ce qui ne va pas avec ça? Il est le fils d'un millionnaire, je suis le fils d'un simple homme de paille. »
- Moussa Naghiyev a été enlevé à deux reprises par des bandes de gangsters qui opéraient à cette époque, Bakou. Le propriétaire d'un État de plusieurs millions de dollars dans les deux cas, en raison de son avarice, a catégoriquement refusé de payer la rançon aux bandits. Pour la première fois, les organisateurs de l'enlèvement, se rendant compte de l'inefficacité de négociations ultérieures avec Moussa, le relâchèrent. Selon des rumeurs, lors du deuxième enlèvement, la rançon aurait été payée par Hadji Zeynalabdin Tagiyev. Cette tentative est devenue sensationnelle de nombreuses années plus tard, car, selon les descriptions du foyer de Moussa Naghiyev, le chef de gang était un Géorgien au visage semé de cicatrices de variole. C'était un homme avec de tels signes - Staline, recherché par la police de Bakou pour avoir organisé de tels enlèvements. Tout l'argent obtenu par Staline par des moyens criminels a été utilisé pour financer le parti bolchevique[6].